# Geranium stramineum
Geranium stramineum es una especie perteneciente a la familia de las geraniáceas.

## Hábitat
Es una especie endémica de Ecuador en Napo y Pichincha. Su hábitat natural son los pastizales subtropicales o tropicales en altitudes de 3900 a 4100 m s. n. m.
Son plantas herbáceas terrestres endémicas de la región andina de Ecuador. Todos conocen las colecciones que se encontraron en aproximadamente 30 km² en la zona de páramo de Guamaní, en el interior de la Reserva Ecológica Cayambe-Coca. Las colecciones, entre 1976 y 1991, se encontraban en pastizales y humedales con vegetación arbustiva en la carretera principal a Papallacta. Su pequeño rango geográfico hace que las especies sean vulnerables a las catástrofes naturales o los impactos humanos. Aparte de la destrucción del hábitat, no se conocen amenazas concretas.

## Taxonomía
Geranium stramineum fue descrita por Triana & Planch. y publicado en Annales des Sciences Naturelles; Botanique, sér. 5, 17: 112. 1873.
Etimología
Geranium: nombre genérico que deriva del griego:  geranion, que significa "grulla", aludiendo a la apariencia del fruto, que recuerda al pico de esta ave.
stramineum: epíteto latino que significa "color paja".
Sinonimia
- Geranium guamanense Halfd.-Niels.
- Geranium angelense Halfd.-Niels.
- Geranium confertum Standl.[5]